# Nikolai Kuimov
Nikolai Dimitriyevich Kuimov (em russo:  Николай Дмитриевич Куимов; 16 de dezembro de 1957 - 17 de agosto de 2021) foi um piloto experimental e Herói da Federação Russa.
Kuimov estudou como um piloto antes de especializar-se como piloto experimental e depois de um período no Chhalov State Flight Test Centre, se juntou-se ao Centro Ilyushin. Ele se tornou o principal piloto experimental do centro, vindo a testar vários projetos, incluindo os Il-76, Il-86, Il-96, Il-114, e Il-103. Ele realizou vários dos primeiros voos experimentais dessas aeronaves e as apresentou em shows aéreos internacionais. Junto do título de Herói da Federação Russa, ele foi um Honorável Piloto Experimental da Rússia antes de seu falecimento em 2021, quando o Ilyushin Il-112 que ele voava caiu perto da pista da base área de Kubinka [en].

## Juventude e carreira
Kuimov nasceu no dia 16 de dezembro de 1957 em Podolsk, Oblast de Moscou, então parte da República Socialista Federativa Soviética da Rússia na União Soviética. Ele foi alistado nas Forças Armadas da União Soviética em 1975 e estudou na Escola Militar Superior de Aviação em Tambov [ru], se formando em 1979. Ele serviu em unidades de combate na Força Aérea Soviética, sendo enviado para a base aérea de Vladimirovka no Oblast de Astracã. Ele começou como um co-piloto e ascendeu até a posição de comandante de esquadra, voando no Tupolev Tu-16.
Em 1981, por requisição do Centro Estatal de Voos Experimentais em Chkalov [ru], ele se inscreveu no terceiro ano do Instituto de Aviação de Moscou, participando nas aulas sobre decolagem no período da tarde, se formando em 1985 com um grau em engenharia aeronáutica e a qualificação de "Engenheiro Mecânico". Entre 1987 e 1989, Kuimov participou de treinamento adicional no Centro de Treinamento de Pilotos Experimentais do Instituto de Pesquisa da Força Aérea em Akhtúbinsk, onde ele participou nos testes dos An-72, An-124 e o Il-80. Ele foi então empregado no Centro Estatal de Voos Experimentais em Chkalov como um piloto experimental sênior entre 1989 e 1994. Em 1994 ele passou a fazer parte do Centro Ilyushin como um piloto experimental e se envolveu no teste de vários projetos, como os Il-76, Il-86, Il-96, Il-114, e Il-103.

## Realizações

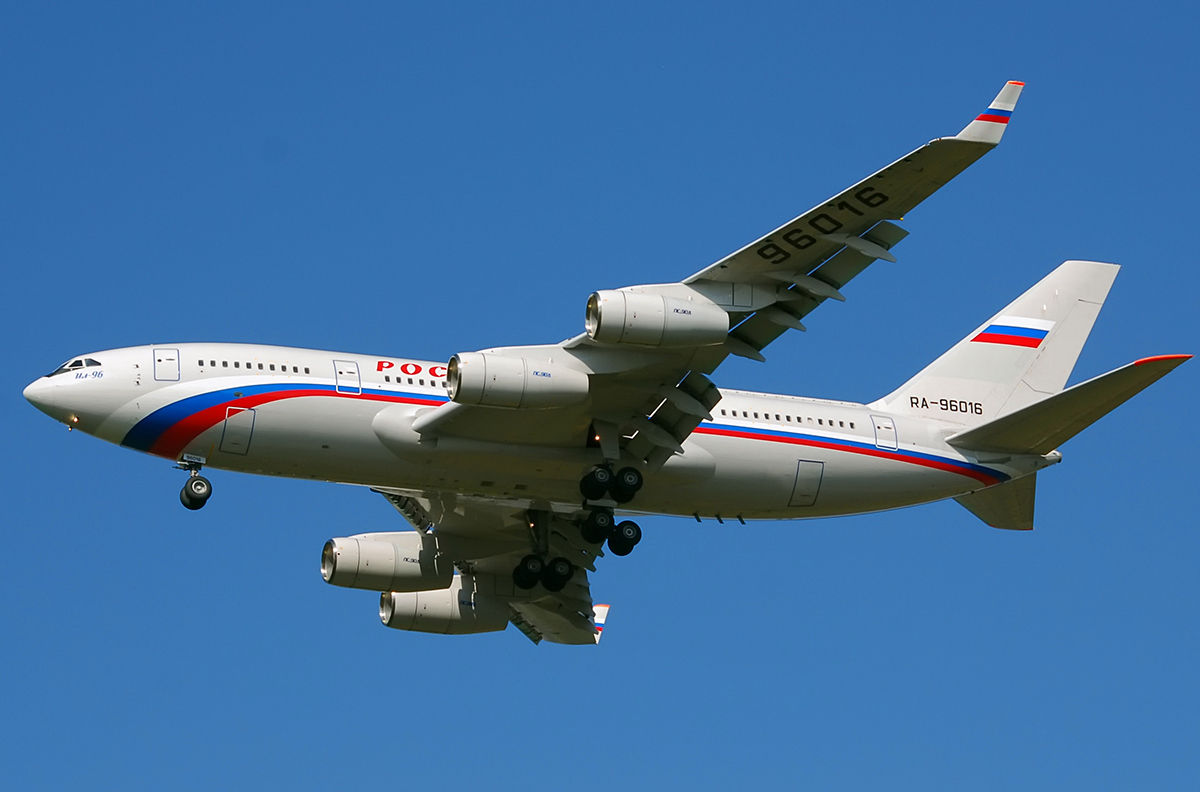
Il-96-300-PU, uma das aeronaves presidenciais da Rússia. Kuimov realizou o primeiro voo experimental e supervisionou seu programa experimental.

Kuimov foi um pioneiro diversas vezes durante sua carreira como piloto experimental, como também sofreu diversos acidentes e incidentes. Enquanto testava a versão transportadora do Il-76MF em 2000, a cabine estava carregada por placas pesadas. Aos 11,000 pés, uma placa se soltou, perfurando a cabine e cortando a fiação. A aeronave começou a despressurizar, mas Kuimov e sua tripulação foram capazes de pousar o avião. Em 2003 ele realizou os voos experimentais do Il-86 e realizou o primeiro voo experimental do Il-96-300-PU, uma variante especial para ser usada como uma aeronave presidencial da Rússia. Kuimov então realizou a totalidade do programa experimental do Il-96-300-PU. Ele também realizou o programa experimental do Il-96-300, incluindo o primeiro pouso automático da aeronave em 2004. Outras realizações incluiram o disparo de mísseis em alvos no mar a partir do Il-38 e o primeiro voo do protótipo do Il-76MD-90 no mesmo ano. Ele também realizou os primeiros de outros voos experimentais de outras aeronaves desenvolvidas pela Ilyushin, incluindo o Il-96-400TD em 2007 e o IL-76MF em 2010. No dia 30 de março de 2019, ele pilotou o primeiro voo experimental do Il-112V, considerando uma "excelente" aeronave. Ele também realizou o primeiro voo experimental do Il-114-300 no dia 16 de dezembro de 2020.

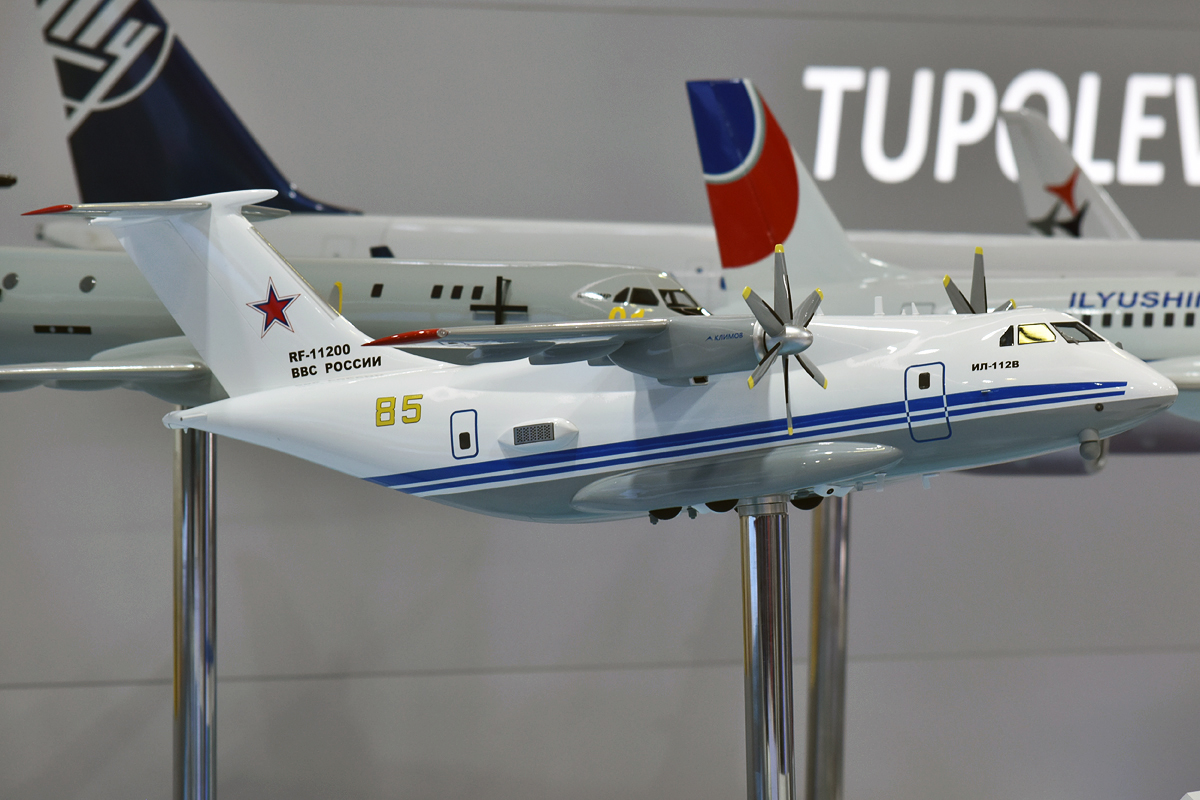
Um modelo do Il-112V. Kuimov realizou o primeiro voo experimental da aeronave em 2019 e faleceu ao realizar seus testes seguintes em 2021.

No dia 28 de dezembro de 2006 Kuimov foi premiado o título de Herói da Federação Russa "pela coragem e heroísmo ao testar equipamento aéreo". Durante sua carreira, Kuimov recebeu a autorização de voar mais de 35 tipos de aeronaves. Ele participou de shows aéreos e exibições, voando o Il-96T no Show Aéreo de Paris em 1997, o Il-76MF no Show Aéreo de Berlin ILA [en] em 1998 e o Il-114-100 no Show Aéreo Internacional de Changi em Cingapura em 2000. Ele recebeu o prêmio de Honorável Piloto Experimental da Rússia [ru] no dia 8 de maio de 2003.

## Morte
Kuimov faleceu no dia 17 de agosto de 2021 quando o protótipo Il-112V que ele voava caiu por dois quilômetros antes da pista da base aérea de Kubinka, as 11:18 Hora de Moscou. Relatos preliminares indicam que o motor direito havia pegado fogo antes da queda. Os três tripulantes; Kuimov, o piloto experimental Dmitri Komarov e o engenheiro de voo Nikolai Khludeyev, foram mortos.